# 杜热镇
杜热镇，是中华人民共和国新疆维吾尔自治区阿勒泰地区富蕴县下辖的一个乡镇级行政单位。
2014年，新疆维吾尔自治区人民政府批复同意撤销杜热乡建制，设立杜热镇。

## 行政区划
杜热镇下辖以下地区：
恰布拉村、大坝村、乌亚勒铁热克村、杜热村、克孜勒加尔村、索依勒特村、玉什克日什村、胡吉尔特村、铁丝浦阿坎村、乌扎合特村、有色村、蒙库村和金宝村。